# Claude François Ferey

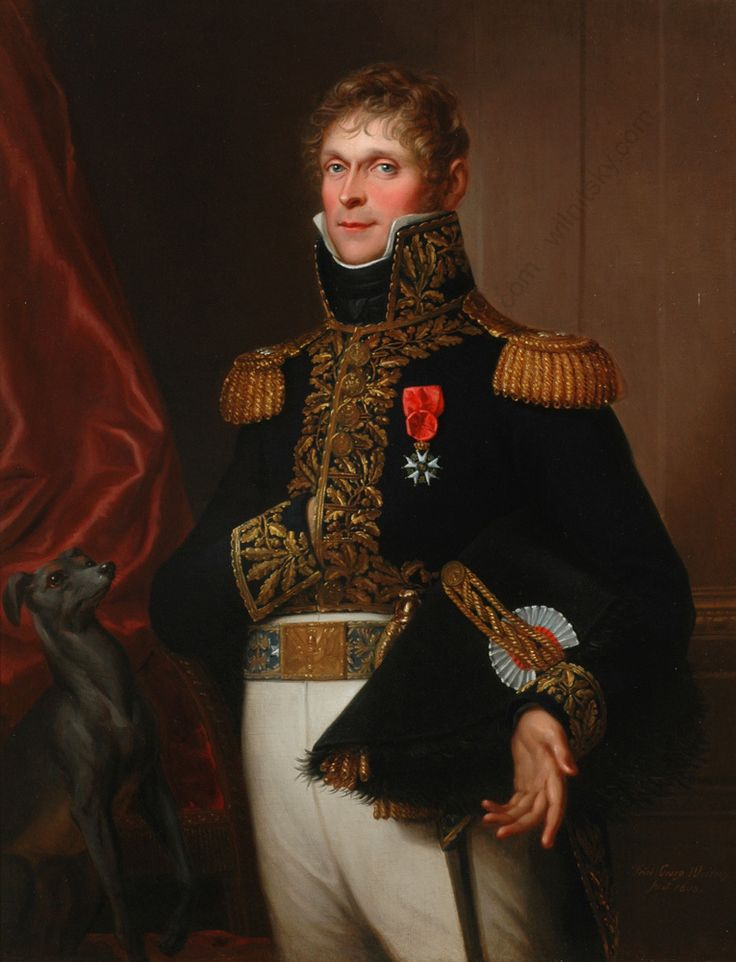
Claude François Ferey

Claude François Ferey (* 21. September 1771 in Auvet-et-la-Chapelotte; † 22. Juli 1812 in Salamanca) war ein französischer Général de division der Kavallerie. 

## Leben
Mit 16 Jahren trat Ferey 1787 in die Armee ein und wurde bereits 1792 zum Offizier befördert. Als solcher nahm er 1793 unter Befehl von General François Ignace Ervoil d’Oyré an der Belagerung von Mainz teil und anschließend bekämpfte er den Aufstand der Vendée unter dem Befehl von General Jean-Baptiste Kléber.
1796 betraute man ihn mit der Führung einer Brigade und er konnte sich in den Schlachten von Neuwied (18. April 1797), Montebello (9. Juni 1800) und Marengo (14. Juni 1800) auszeichnen.
1803 wurde Ferey zum General befördert und er kämpfte mit seiner Brigade bei Jena (14. Oktober 1805), Austerlitz (2. Dezember 1805), Lübeck (6. November 1806), Preußisch Eylau (7./8. Februar 1807) und Heilsberg (10. Juni 1807).
Ferey wurde dann zum Napoleonischen Krieg auf der Iberischen Halbinsel nach Spanien abkommandiert. Am 27. September 1810 zeichnete sich Ferey in der Schlacht bei Buçaco aus und er wurde wiederum befördert. Es folgten Einsätze in den Schlachten bei Oñoro (3./5. Mai 1812) und Salamanca (22. Juli 1812). In letzterer kämpfte Ferey unter dem Oberbefehl von Marschall Auguste Marmont und wurde von britischen Truppen erschossen.

## Ehrungen
- 1804 Commandeur der Ehrenlegion
- 1809 baron de l’Émpire
- Sein Name findet sich auf dem westlichen Pfeiler (38. Spalte) des Triumphbogens am Place Charles-de-Gaulle (Paris).